# Ahmad (raper)
Ahmad, właściwie Ahmad Ali Lewis (ur. 12 października 1975 w Los Angeles) – amerykański raper, wykorzystujący półśpiewany, półrapowany styl, zapoczątkowany przez Snoop Dogga.

## Życiorys
Lewis urodził się i dorastał na południu Los Angeles. Muzyką zajął się w wieku 18 lat, wtedy też zadebiutował występując na ścieżce dźwiękowej do filmu The Meteor Man w utworze "Who Can". W 1994 roku Ahmed wydał zremiksowany singiel "Back in the Day", który osiągnął sukces. Został zatwierdzony jako złoto, sprzedając się w ponad 500.000 egzemplarzach. Był to jedyny utwór promujący album pt. Ahmad. Na albumie przeważały stare soulowe loopy i rytmy R&B. Piosenka znalazła się także na ścieżce dźwiękowej do filmu The Wood z 1999 roku.
Drugi album został nagrany w wytwórni Revolution Records, jednak nigdy się nie ukazał. Jakiś czas później Lewis stworzył zespół 4th Avenue Jones.
Podczas przerwy w tworzeniu muzyki, Ahmad ukończył studia na uniwersytecie Stanford na wydziale socjologii.

## Dyskografia

### Albumy
Solo
- Ahmad (1994)
- The Death of Me (2010)

Z 4th Avenue Jones
- No Plan B (2000)
- No Plan B pt. 2 (2002)
- Gumbo (2002)
- Hiprocksoul (2003)
- Respect (2004)
- Stereo: The Evolution of Hiprocksoul (2005)